# Feliberförbundet

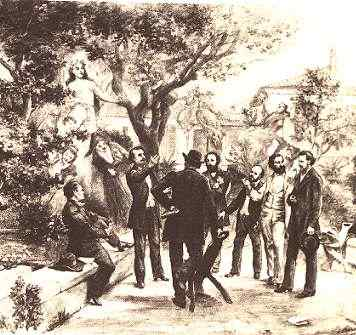
Mötet för grundandet av Feliberförbundet 1854: Frédéric Mistral, Joseph Roumanille, Théodore Aubanel, Jean Brunet, Paul Giéra, Anselme Mathieu, Alphonse Tavan.

Feliberförbundet är ett inom det provensalska språkområdet i Frankrike bildat förbund, vars mål är upprätthållandet av det provensalska språket som talspråk, men särskilt som litteraturspråk, främjandet av den provensalska litteraturen samt bevarandet av den gamla provensalska konsten och kulturen. 
Den provensalska litteraturen hade sedan trubadurpoesins nedgång alltmer fått rangen av en ren dialektlitteratur. Under 1800-talets första hälft framträdde emellertid tendenser till en pånyttfödelse. Framstående skalder som Jacques Jasmin uppmärksammades, och Joseph Roumanille förberedde renässansen genom den väl mottagna diktsamlingen Li Prouvencalo, i vilken 31 provensalska skalder, bland dem Roumanille själv, Théodore Aubanel och Frédéric Mistral, bidrog och till vilken litteraturkritikern Saint-René Taillandier skrev ett förord. Detta, jämte några andra publikationer av liknande art, stärkte de tankar på litterär sammanslutning som en tid legat i luften. Dessa tankar tog sig uttryck i två kongresser, i Arles 1852 och i Aix 1853, till vilka många skalder från olika delar av Sydfrankrike samlades med avsikt att rådslå om den språkliga basen för den pågående rörelsen. De överläggningar som vid dessa kongresser hölls rörande den dialekt som skulle läggas till grund för litteraturspråket och om de ortografiska spörsmål som därmed sammanhängde ledde dock icke till något definitivt resultat, men kongresserna ökade intresset för saken, och ett betydelsefullt litterärt resultat av Aixkongressen var den samling av där föredragna dikter, som sedan gavs ut av Jean-Baptiste Gaut under titeln Roumavagi deis troubaires. 
En mindre grupp om sju skalder tillhörande Avignonskolan fick i uppdrag att lägga den definitiva grunden för den provensalska litteraturens renässans. Den 21 maj 1854 samlades Roumanille, Aubanel, Mistral, Anselme Mathieu, Alphonse Tavan och Jean Brunet hos skalden Paul Giéra på slottet Fontségugne till ny överläggning för att lösa de frågor, som de tillsammans med Antoine Crousillat, länge samarbetat om. De beslöt vid detta tillfälle att bilda ett förbund till det provensalska språkets fixering och förädling och den provensalska vitterhetens befrämjande. Mistral, som kommit med idén till förbundet, fick i uppdrag att ge det ett lämpligt namn. Ett sådant namn fann han i en legend, som han hört av en gumma i sin hemby Maillane. Legenden hette L’0uresoun de Saint Anseume, och där talas på ett ställe om Kristi samtal i templet med de sju skriftlärde, U set felibre de la lei. Ordets ungefärliga mening var tydlig, men om dess mera precisa betydelse och ursprung visste man inte. Olika tolkningar har gjorts, bland vilka bör framhållas romanisten Alfred Jeanroys, som härleder det från spanskans feligrés (av filii ecclesice, kyrkans söner). Namnet antogs, och förbundet benämndes Lou Felibrige. 
Förbundets första åtgärd blev att skapa ett organ, som på ett bättre sätt än aldrig så populära diktsamlingar kunde föra ut dess strävanden till en bredare allmänhet. Till detta ändamål beslöt man ge ut en årskalender med folkligt innehåll och i avseende på det språkliga tillämpa de av förbundet fastställda principerna. Första årgången av Armana prouvenpau gavs ut 1854 i 500 exemplar, i början av 1900-talet tryckes den i över 15 000 exemplar. Dess innehåll utgjordes av såväl vers som prosa, och bland dess många medarbetare räknas de främsta provensalska författarna. 
Den dialekt som felibrerna lagt till grund för litteraturspråket är den så kallade Rhône-dialekten, och Mistral beskrev i sitt provensalska lexikon Lou tresor dou felibrige detta litteraturspråks resurser. 
Feliberförbundet fick snabbt många anhängare. 1876 konstituerades det en andra gång, då under Mistrals ordförandeskap en församling av 54 felibrer antog de förbundsstadgar som fortfarande gäller. Då inrättades lokala avdelningar, maintenances, en för varje större provensalsk dialekt, vilka i sin tur indelades i underavdelningar, écoles. Förbundets höga råd, Feliberkonsistoriet, består av 50 medlemmar, vilkas utmärkelsetecken är la cigale d’or. Ordföranden kallas capoulié och bär den gyllene sjustjärnan, förbundets emblem. De olika underavdelningarna bedriver en självständig verksamhet i överensstämmelse med förbundets stadgar. Vart sjunde år hålls en generalförsamling med så kallad jeux floraux, vid vilka den lagerkrönte skalden själv utser festens drottning, som trycker olivkransen av silver på hans huvud.
Feliberförbundet fick mycket stor spridning i Sydfrankrike, men även i Paris bildades underavdelningar. Förbundet har haft stor betydelse för den provensalska litteraturen. Bland skalder, som under senare tid bidragit till dess rykte, kan nämnas Felix Gras och Paul Mariéton.